# Back Orifice
Back Orifice, come la sua versione successiva, Back Orifice 2000, è un software per il controllo a distanza di un computer con sistema operativo Microsoft Windows.
Con l'aiuto di plugin è possibile eseguire innumerevoli operazioni sul computer server, oltre a quelle già implementate.

## Caratteristiche
Il software è spesso utilizzato come trojan horse, grazie ad una sua particolare caratteristica: questo software si installa e agisce sul computer da amministratore senza chiedere conferma e in modalità del tutto silenziosa.
Il software, se esente da modifiche, viene rilevato da molti software antivirus per il pericolo potenziale che comporta.

## Funzioni
Il programma permette di accedere via Internet o rete locale a un computer e:
- Monitorare l'attività dell'utente.
- Controllare mouse e tastiera del pc remoto.
- Modificare il registro di sistema.
- Accedere a webcam e microfono.
- Aprire e chiudere i cassetti CD.